# Мансур, Хулио Сесар
Ху́лио Се́сар Мансу́р (исп. Julio César Manzur Caffarena; 22 июня 1981, Асунсьон) — парагвайский футболист, центральный защитник. Выступал за сборную Парагвая. Участник чемпионата мира 2006, серебряный призёр Олимпийских игр 2004 года.

## Карьера
Хулио Сесар Мансур является воспитанником столичного клуба «Серро-Кора», но наибольшую известность получил уже перейдя в «Гуарани», один из традиционно сильнейших клубов Парагвая. В 2000-е годы игрок выступал за ряд сильных латиноамериканских клубов, включая один сезон в составе бразильского «Сантоса», 2 года в мексиканской «Пачуке» и половину сезона 2009 в «Либертаде», сильнейшем парагвайском клубе конца десятилетия.
В 2010 году Мансур впервые попал в «Олимпию», но не смог помочь команде выиграть чемпионат страны, который уже на протяжении 10 лет не покорялся самому титулованному клубу страны. Следующие два сезона Мансур провёл в «Гуарани», куда вернулся уже во второй раз в своей карьере.
В 2013 году Мансур вернулся в «Олимпию», дабы усилить оборонительную линию команды в розыгрыше Кубка Либертадорес, в финал которого «чёрно-белые» вышли впервые за 11 лет и в 7-й раз в истории клуба. В ответном финальном матче против «Атлетико Минейро» Мансур получил вторую в матче жёлтую карточку за фол последней надежды на 85-й минуте, оставив команду вдесятером. Спустя 2 минуты бразильская команда забила второй мяч и сравняла счёт по итогам двух игр, после чего «Олимпия» уступила в серии пенальти.
С 2015 года — игрок «Рубио Нью».
В составе сборной Парагвая Хулио Мансур с 2004 по 2012 год 35 матчей и забил 1 гол — в товарищеском матче против Чили (2:3) 21 декабря 2011 года. Он участвовал в чемпионате мира 2006 года, двух Кубках Америки (2004, 2007), а также в Олимпийском футбольном турнире 2004 года, где парагвайская команда сумела выйти в финал и завоевать серебряные медали.

## Титулы
- Чемпион штата Сан-Паулу (1): 2006
- Победитель Североамериканской суперлиги (1): 2007
- Обладатель Кубка чемпионов КОНКАКАФ (1): 2008
- Финалист Кубка Либертадорес (1): 2013
- Серебряный призёр Олимпийских игр (1): 2004